# Ángel Calle
José Ángel Calle Gragera (Villafranca de los Barros, 10 de noviembre de 1950) es un político socialista español, alcalde de Mérida entre 2007 y 2011.

## Trayectoria
Nació en una familia humilde en Villafranca de los Barros, donde pasó su infancia y adolescencia. Posteriormente se fue a estudiar a Sevilla y Barcelona donde obtuvo su licenciatura en Historia Contemporánea. Se dedicó a la docencia en la enseñanza secundaria, primero en el Colegio San José de los jesuitas en Villafranca de los Barros, y posteriormente pasó a la enseñanza pública, desempeñando su labor en diversos institutos de la provincia de Badajoz, hasta que obtuvo una plaza definitiva en el Instituto de Enseñanza Secundaria Extremadura de Mérida, del que fue director.
Militó en la ORT a continuación en el Partido Comunista de España y luego en Izquierda Unida, por los que fue concejal en Mérida desde 1979. Dejó la coalición y su acta de concejal en 1996, para pasar a formar parte de la recién creada corriente Nueva Izquierda. Dicha corriente se escindió de la coalición para integrarse posteriormente en el PSOE. Fue candidato de dicho partido a la alcaldía de Mérida en 2003. Perdió las elecciones por solo 109 votos, manteniéndose como portavoz del PSOE en el consistorio emeritense hasta 2007, cuando triunfa en las elecciones con mayoría absoluta, convirtiéndose en alcalde. Sin embargo, perdió las elecciones municipales del 22 de mayo de 2011, derrotado por el Partido Popular, que obtuvo la mayoría absoluta. Calle abandonó posteriormente su acta de concejal.